# Mordellistena nyctaletes
Mordellistena nyctaletes es una especie de coleóptero de la familia Mordellidae.

## Distribución geográfica
Habita en Angola.